# Гіпокальціємія
Гіпокальціємія - це медичний стан, що характеризується низьким рівнем кальцію в сироватці крові.  Нормальний діапазон вмісту кальцію в крові зазвичай становить 2,1-2,6 ммоль/л (8,8–10,7 мг/дл, 4,3–5,2 мекв/л), тоді як рівні менше 2,1 ммоль/л визначають як гіпокальціємію.    Помірно низькі рівні, які розвиваються повільно, часто не мають симптомів.   В іншому випадку симптоми можуть включати оніміння, м’язові спазми, судоми, сплутаність свідомості або, в крайніх випадках, зупинку серця.  
Найпоширенішою причиною гіпокальціємії є ятрогенний гіпопаратиреоз.  Інші причини включають інші форми гіпопаратиреозу, дефіцит вітаміну D, ниркову недостатність, панкреатит, передозування блокаторів кальцієвих каналів, рабдоміоліз, синдром лізису пухлини та такі ліки, як бісфосфонати або деносумаб.  Діагноз зазвичай слід підтверджувати шляхом визначення скоригованого рівня кальцію або іонізованого кальцію.  Специфічні зміни також можна побачити на електрокардіограмі (ЕКГ). 
Початкове лікування тяжкої гіпокальціємії полягає у внутрішньовенному введенні хлориду кальцію та, можливо, сульфату магнію.  Інші методи лікування можуть включати додаткові дози вітаміну D, магнію та кальцію.  У разі гіпопаратиреозу також можуть бути рекомендовані гідрохлоротіазид, фосфатзв'язувальні засоби та дієта з низьким вмістом солі.  Близько 18% людей, які лікуються в стаціонарі, мають гіпокальціємію. 

## Ознаки та симптоми

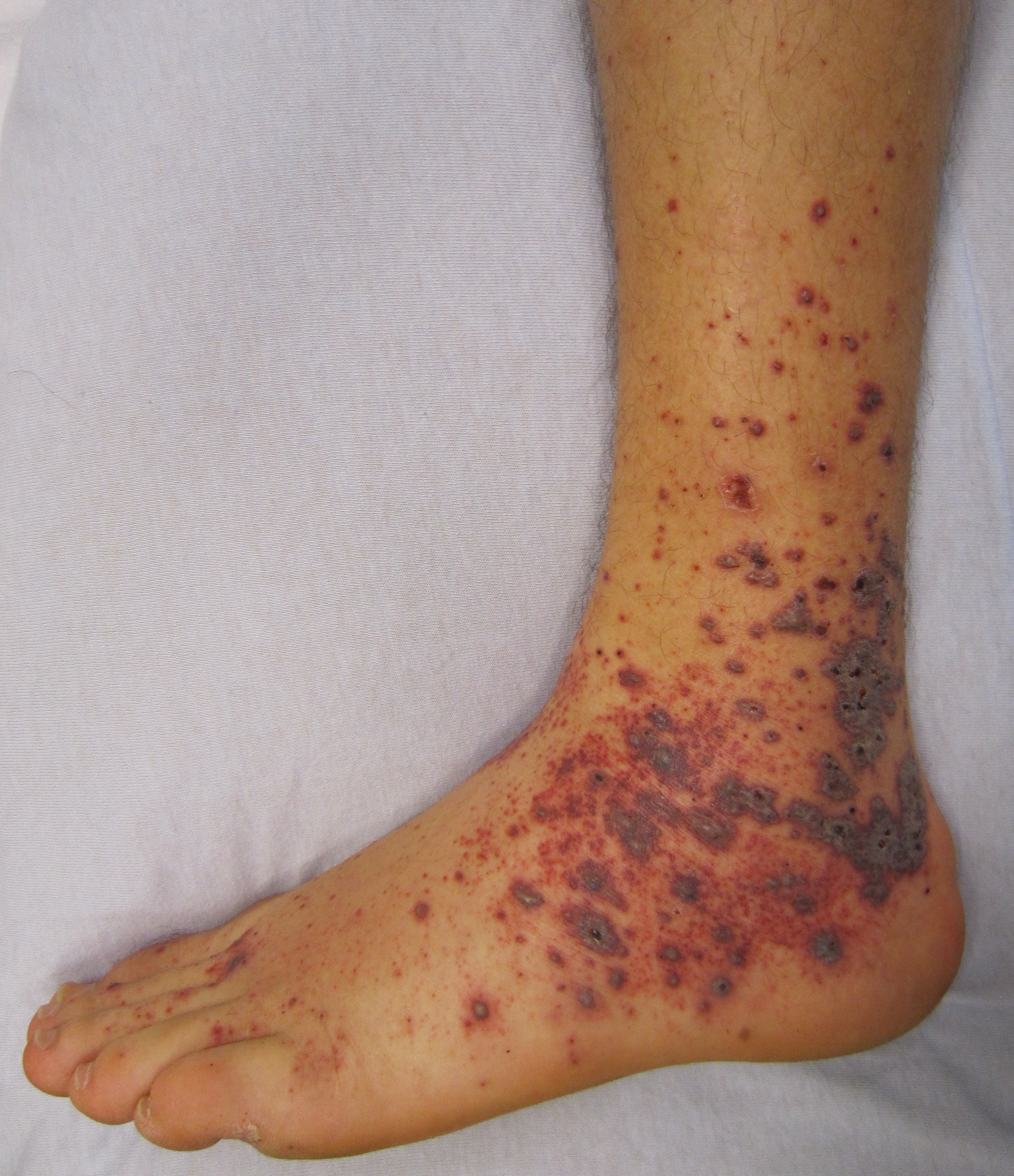
Пурпура

- Петехії, які з’являються у вигляді точкових плям, потім зливаються та виглядають як пурпура.
- Оральна, навколоротова та акральна парестезія, відчуття «поколювання» в роті та губах і навколо них, а також у кінцівках рук і ніг. Це часто є найбільш раннім симптомом гіпокальціємії.
- Карпопедальна та генералізована тетанія (сильні скорочення рук і великих м’язів решти тіла без полегшення).
- Прихована тетанія. 
  - Ознака Труссо прихованої тетанії (викликання зап’ястного спазму шляхом надування манжети для артеріального тиску та підтримки тиску в манжеті вище систолічного)
  - Симптом Хвостека (постукування по нижній частині вилиці призведе до спазмів обличчя)
- Сухожильні рефлекси гіперактивні
- Негативний хронотропний ефект, або зниження ЧСС.

- Негативний інотропний ефект, або зниження скорочувальної здатності

- На ЕКГ відзначається періодичне подовження інтервалу QT або періодичне подовження QTc (скоригованого інтервалу QT). Наслідки періодичного QTc сприяють розвитку небезпечної для життя електричної нестабільності серця (і тому це більш критичний стан, ніж постійне подовження QTc). Цей тип електричної нестабільності наражає людину на високий ризик torsades de pointes, специфічного типу шлуночкової тахікардії, яка виглядає на ЕКГ як щось схоже на синусоїду з регулярним збільшенням і зменшенням амплітуди. Torsades de pointes може спричинити смерть, якщо людині не вдасться провести медичну або електричну кардіовертію та повернути її до нормального серцевого ритму.

## Причини
Гіпопаратиреоїдизм є поширеною причиною гіпокальціємії.  Баланс кальцію жорстко регулюється паратгормоном (ПТГ). У відповідь на низький рівень кальцію рівень ПТГ підвищується, і навпаки, якщо є високий рівень кальцію, то секреція ПТГ знижується.  Однак за умови відсутності, зниження або неефективності гормону ПТГ організм втрачає цю регуляторну функцію, і виникає гіпокальціємія. Гіпопаратиреоз зазвичай виникає внаслідок хірургічного руйнування паращитовидних залоз.  Гіпопаратиреоз також може бути наслідком аутоімунного ураження.  
Інші причини гіпокальціємії:
- Гіперфосфатемія
- Дефіцит вітаміну D
- Хронічні захворювання печінки
- Динатрію едетат
- Дефіцит магнію
- Тривале застосування ліків / проносних засобів (магній)
- Остеомаляція
- Хронічна ниркова недостатність
- Неефективний активний вітамін D
- Спадковий гіпопаратиреоз
- Синдром "голодної кістки"
- Синдром лізису пухлини
- Гостре ураження нирок
- Рабдоміоліз (початкова стадія)
- Як ускладнення панкреатиту
- Надлишок цитрату в крові (масивні переливання крові)
- Алкалоз: у міру зниження концентрації іонів водню в плазмі крові, викликаного респіраторним або метаболічним алкалозом, знижується концентрація вільно іонізованого кальцію, біологічно активного компонента кальцію крові. Оскільки частина іонів водню та кальцію зв’язана з сироватковим альбуміном, коли кров стає алкалотичною, зв’язані іони водню відокремлюються від альбуміну, звільняючи альбумін для зв’язування з більшою кількістю кальцію та, таким чином, зменшуючи вільно іонізовану частину загального кальцію сироватки. На кожні 0,1 підвищення рН іонізований кальцій зменшується приблизно на 0,05 ммоль/л. Ця гіпокальціємія, пов’язана з алкалозом, частково відповідає за церебральну вазоконстрикцію, яка викликає запаморочення, непритомність і парестезію, які часто спостерігаються при гіпервентиляції.
- Неонатальна гіпокальціємія
- Посилення функціональних мутацій рецептора, що сприймає кальцій
- Використання фоскарнета
- Застосування петльових діуретиків
- Хвороба Крона
- Високий рівень молочної кислоти в крові
- Псевдогіпопаратиреоз
- Травма

## Механізм
Фізіологічно рівень кальцію в крові жорстко регулюється у вузькому діапазоні. Кальцій у крові існує в трьох основних станах: зв’язаний з білками (головним чином альбуміном), зв’язаний з аніонами, такими як фосфат і цитрат, і у вигляді вільного (незв’язаного) іонізованого кальцію. Фізіологічно активним є лише незв'язаний іонізований кальцій. Нормальний рівень кальцію в крові становить від 8,5 до 10,5 мг/дл (від 2,12 до 2,62 ммоль/л), а незв’язаного кальцію – від 4,65 до 5,25 мг/дл (від 1,16 до 1,31 ммоль/л). 

## Діагностика

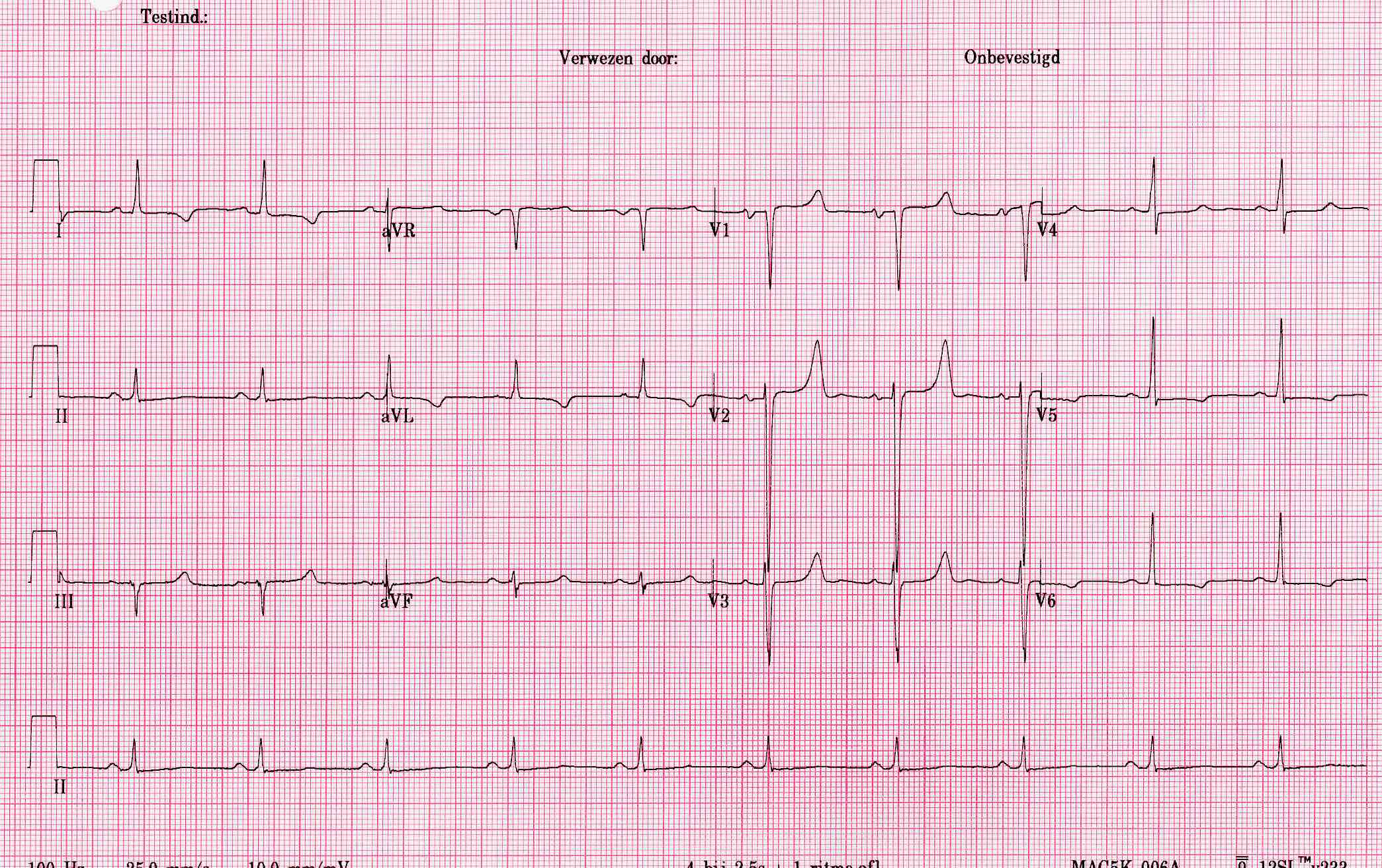
ЕКГ людини з гіпокальціємією

Оскільки значна частина кальцію зв’язана з альбуміном, будь-яка зміна рівня альбуміну вплине на виміряний рівень кальцію. Скоригований рівень кальцію на основі рівня альбуміну: скоригований кальцій (мг/дл) = виміряний загальний Ca (мг/дл) + 0,8 * (4,0 - сироватковий альбумін [г/дл]).  Оскільки кальцій також зв’язаний з невеликими аніонами, може бути корисніше скоригувати загальний кальцій як для альбуміну, так і для аніонного інтервалу.  

## Лікування
Лікування цього стану включає:
- Можна вводити внутрішньовенно 10% глюконат кальцію або, якщо гіпокальціємія важка, замість нього вводять хлорид кальцію. Це доцільно, лише якщо гіпокальціємія є гострою та виникла протягом відносно короткого періоду часу. Але якщо гіпокальціємія була важкою і хронічною, то такий режим може бути смертельним, оскільки відбувається певна ступінь акліматизації. Нервово-м’язова збудливість, серцева електрична нестабільність і пов’язані з цим симптоми не виліковуються або полегшуються швидким введенням коригуючих доз кальцію, а навпаки, посилюються. Таке швидке введення кальцію призводить до надмірної корекції – з’являються симптоми гіперкальціємії.
- Однак у будь-якому випадку часто необхідні підтримуючі дози як кальцію, так і вітаміну D (часто у вигляді 1,25-(OH)2-D3, тобто кальцитріолу).